# 명월성지
명월성지(明月城址)는 대한민국 제주특별자치도 제주시 한림읍 명월리와 동명리 일대에 남아 있는 성터이다. 1976년 9월 9일 제주특별자치도 기념물 제29호로 지정되었다.

## 개요
조선 중종(中宗) 5년(1510년)에 당시 제주 목사였던 장림(張琳)이 과거 고려 시대 명월현이 설치되었던 기존의 목책을 석성으로 개축한 것이다.
명월진성에서 멀지 않은 곳에 위치한 명월포(明月浦)는 고려 시대 여몽연합군에 쫓겨 진도를 탈출한 삼별초의 별장 이문경(李文京)이 선봉으로서 상륙해 현지의 고려군을 제압한 곳이며, 고려 말 목호들이 일으킨 반란을 진압하러 온 최영의 군대가 상륙해 목호와 교전한 곳이었다. 제주 목사로 부임해 온 장림은 이곳에서 멀지 않은 곳에 비양도(飛揚島)가 있어 왜구가 이 섬을 근거지로 해안을 약탈할 경우를 대비하여 기존의 명월현 목책을 석성으로 개축하였다(《신증동국여지승람》). 당시 성의 둘레는 2,020자에 높이가 8자였는데, 임진왜란 이후인 선조 25년에 목사 이경억이 증축하여 둘레 3,050자에 높이 9자가 되었다.
성은 동쪽과 서쪽, 남쪽에 성문이 위치해 있었고, 안에는 객사와 군기고, 별창과 사장 등이 있었으며, 큰 샘이 있었는데 아무리 가물어도 마르지 않아서 항상 물 걱정이 없었다고 한다. 수군만호와 휘하의 치총 4명, 서기 12명과 포수 12명, 노 젓는 군사 103명과 방위군 452명이 이 성에 주둔하였다.
숙종 28년(1702년), 제주 목사 이형상은 11월 13일과 14일에 명월진성에서 성을 지키던 성정군(城丁軍)의 훈련과 함께 말 1,064필을 점검하고, 다음날에는 활을 쏘는 사람을 시험하여 뽑았다. 이때의 모습이 《탐라순력도》에 「명월조점(明月操點)」과 「명월시사(明月試射)」라는 제목으로 남아 있다. 이형상이 탐라순력도를 제작할 당시 명월포 방호소의 조방장은 강세건(姜世建)이었고, 명월진성내의 성정군은 모두 412명, 말 기르는 일을 맡은 목자와 보인은 185명, 맡고 있던 마필은 1,064필에 창고에 저장된 곡식은 3,300여 섬이었음을 「명월조점」의 부기에서 살펴볼 수 있다.
구한말 제주에 파견된 봉세관 강봉헌의 가혹한 세금 징수와, 프랑스 세력까지 등에 업은 천주교인들의 횡포에 맞서 대정군수(大靜郡守) 채구석(蔡龜錫)은 제주 유림들을 규합해 상무사를 조직하고, 제주 목사에게 실정을 호소하고자 대정을 출발해 명월성에서 묵게 되었는데, 천주교인 800여 명과 프랑스 신부 마르셀 마크루는 총칼로 무장하고 1901년 5월 14일, 한밤중에 성을 기습해 장두(狀頭)였던 유림 오대현(吳大鉉)을 비롯한 우두머리 여섯 명을 납치하였다. 그러나 대정현의 관노였던 이재수(李在守)가 대정으로 달아나 다시 도민들을 모아 제주성(濟州城)으로 쳐들어갔고, 제주성에서 천주교인들은 성문을 굳게 닫고 맞섰으나 결국 5월 28일에 성이 함락되고 몇백 명에 달하는 천주교인들이 도민군에게 살해된다(이재수의 난).
현재 잔존한 명월성지 성벽의 총길이는 1,300m, 높이는 3m이다. 현재 넓은 도로 옆의 성만 일부분이 복원되었으며, 나머지는 옛 모습 그대로 마을 남쪽에 남아 있다. 성 위에 올라서면 바로 앞으로 마을이 펼쳐져 있으며, 멀리 비양도가 내려다 보여 당시 해안으로 침입해 오는 적들을 신속히 격퇴했음을 알 수 있다.

## 같이 보기
- 탐라순력도
- 목호의 난
- 이재수의 난

## 참고 자료
- 명월성지 - 국가유산청 국가유산포털